# Édouard Riou
Pour les articles homonymes, voir Riou.
Édouard Riou, né le 2 décembre 1833 à Saint-Servan (Ille-et-Vilaine) et mort le 26 janvier 1900 à Paris, est un peintre et illustrateur français.
Il est un des illustrateurs des œuvres de Jules Verne de la Collection Hetzel. 

## Biographie

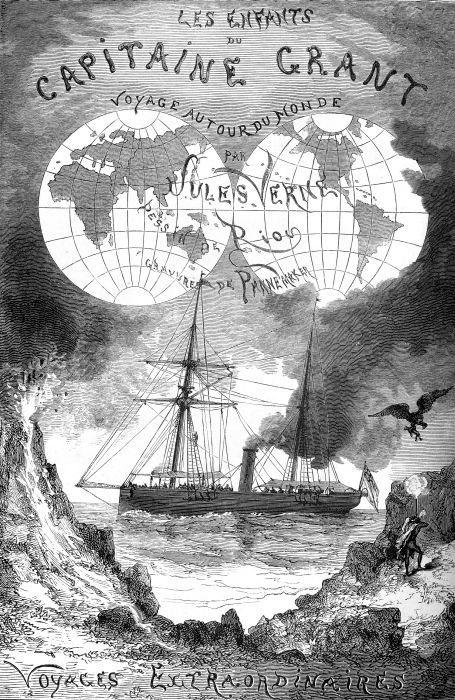
Couverture du livre de Jules Verne, Les Enfants du capitaine Grant (1868), d'après un dessin d'Édouard Riou.

Né à Saint-Servan, Édouard Riou passe une partie de son enfance au Havre avant d'y poursuivre ses études, marqué par la vie maritime de ces deux villes portuaires. Élève de l'école de dessin de la ville, il bénéficie le 15 décembre 1854 d'une bourse municipale.  
Élève du peintre Charles-François Daubigny, Édouard Riou débute au Salon de 1859 avec des scènes de la forêt de Fontainebleau et des toiles orientalistes. Mais il se fait surtout connaître comme caricaturiste en participant, de 1855 à 1858 à des revues satiriques telles Le Journal pour rire de Charles Philipon ou le Journal amusant de Nadar. Il travaille aussi du 18 juillet 1857 jusqu'en 1886 au Monde illustré dès sa fondation par Achille Bourdilliat. 
Le Monde illustré  lui permet d'illustrer Le Roman d'un jeune homme pauvre d'Octave Feuillet (1858) et il est envoyé couvrir pour le journal, à Turin, le mariage du prince Jérôme Napoléon avec Marie-Clotilde de Savoie ainsi, qu'entre autres, à Venise pour les commémorations du rattachement de la ville au royaume. 
En parallèle, il collabore aussi à L'Univers illustré fondé par Michel Lévy le 23 mai 1858 et ceci jusqu’en 1895 et entre dès 1861 aux divers revues d'Édouard Charton telles Le Magasin pittoresque, L'Illustration ou Le Tour du monde. Pour cette dernière, ce sont ainsi 1 193 dessins, sur 58 numéros, de 1861 à 1894, qui ont été relevés. 
Dans une veine proche de Gustave Doré, ses gravures illustrent les célèbres Jules Verne de la Collection Hetzel. 
Ses dessins retranscrits en gravures accompagnent bien d'autres littérateurs, tels que Walter Scott pour son Ivanhoé (1880), Alexandre Dumas pour Le Comte de Monte-Cristo (1887), Maupassant pour Sur l'eau (1888), Un soir (1889), ou encore les prolifiques Erckmann-Chatrian, Paul Marcoy, Jules Crevaux, Frédéric Bouyer, François-Auguste Biard, etc. Il illustre également des ouvrages de vulgarisation scientifique comme Le Monde avant la création de l'homme de Camille Flammarion (1842-1925) ou La Terre avant le déluge de Louis Figuier (1819-1894).
En janvier 1865, il entre à la Société nationale des beaux-arts et chez Hetzel en illustrant Les Aventures du capitaine Hatteras de Jules Verne (1864-1865). Au Salon des artistes français, il présente le tableau Le Nid de l'aigle. 
Peintre officiel en Égypte, sa toile Mgr Bauër prononçant le discours d'inauguration devant les souverains et les princes, le 16 novembre 1868, à Port-Saïd, est conservée au château de Compiègne. Il se sépare en 1872 de Jeanne Denné qu'il avait épousée en 1859 et, très endetté, se résout en 1873 à vendre sa collection de ses souvenirs d’Égypte, c’est-à-dire 92 œuvres comprenant des aquarelles, des dessins, des pastels et des fusains. Cette vente lui rapporte 8 205 francs. 
Auteur de dizaines de milliers de dessins et titulaire de la Légion d'honneur sur conseil de ses éditeurs, il meurt le 26 janvier 1900 à son domicile, au 19, rue des Arquebusiers  dans le 3e arrondissement de Paris, et est inhumé au cimetière du Père-Lachaise (93e division).
Le réalisateur tchèque Karel Zeman s'est inspiré des illustrations originales d'Édouard Riou et Léon Benett pour ses adaptations des romans de Jules Verne à l'écran, notamment L'Invention diabolique (1958).

## Œuvres dans les collections publiques
- Chatou, maison Fournaise : La Grenouillère.
- Compiègne, musée national du Château de Compiègne : Inauguration du Canal de Suez, 17 novembre 1869.
- Paris, Bibliothèque nationale de France : estampes[17].
- Villers-Cotterêts, musée Alexandre Dumas.

## Illustrations
- Victor Hugo, Bug-Jargal, 1826.
- Alexandre Dumas, Le comte de Monte-Cristo, 1844.
- Jules Verne, Cinq semaines en ballon, 1863.
- Louis Figuier, La Terre avant le déluge, 1863.
- Jules Verne, Voyage au centre de la Terre, 1867.
- Jules Verne, Les Enfants du capitaine Grant, 1868.
- Jules Verne, Vingt mille lieues sous les mers, illustrations avec Alphonse de Neuville, 1869-1870.
- Marius Fontane, Voyage pittoresque à travers l'isthme de Suez, 1870.
- Louis Jacolliot, Les Mœurs et les femmes de l'Extrême-Orient…, 1873.
- Jules Verne, Le Chancellor, 1874.
- Louis Jacolliot, Second voyage au pays des éléphants, Dentu, 1877.
- Guy de Maupassant, Sur l'eau, juin 1888.
- Anne de Rochechouart de Mortemart, duchesse d'Uzès, Le Voyage de mon fils au Congo, Paris, Plon, 1894 (lire en ligne).

Œuvres de ou d'après Édouard Riou
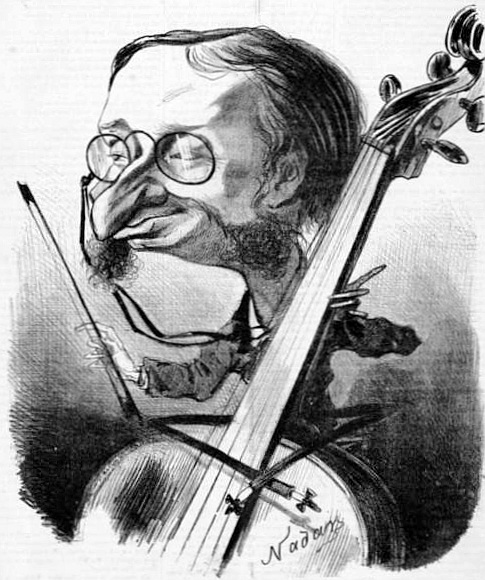
Caricature de Jacques Offenbach par Nadar d'après un dessin d'Édouard Riou (1858).
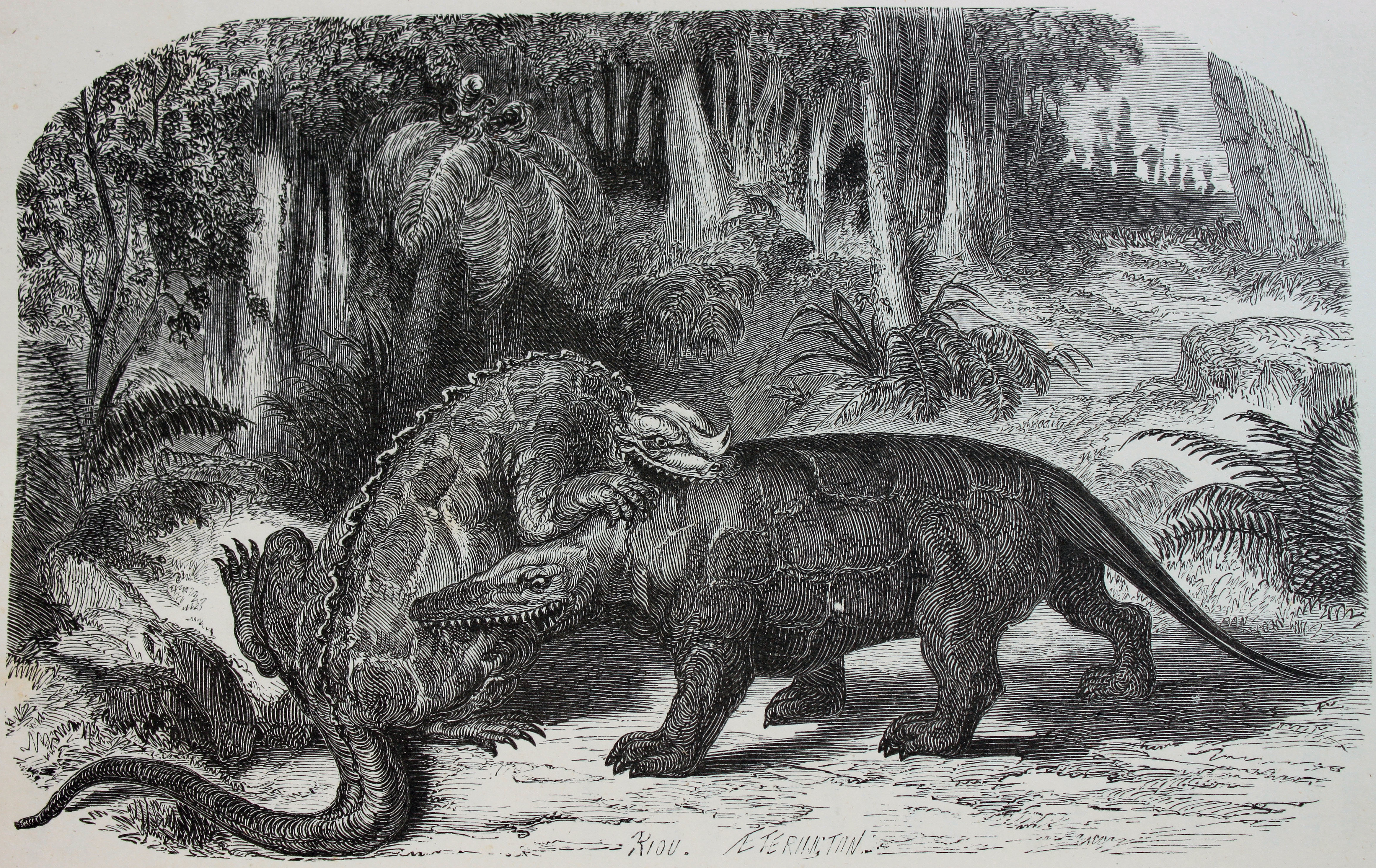
Illustration pour La Terre avant le déluge de Louis Figuier (1863).
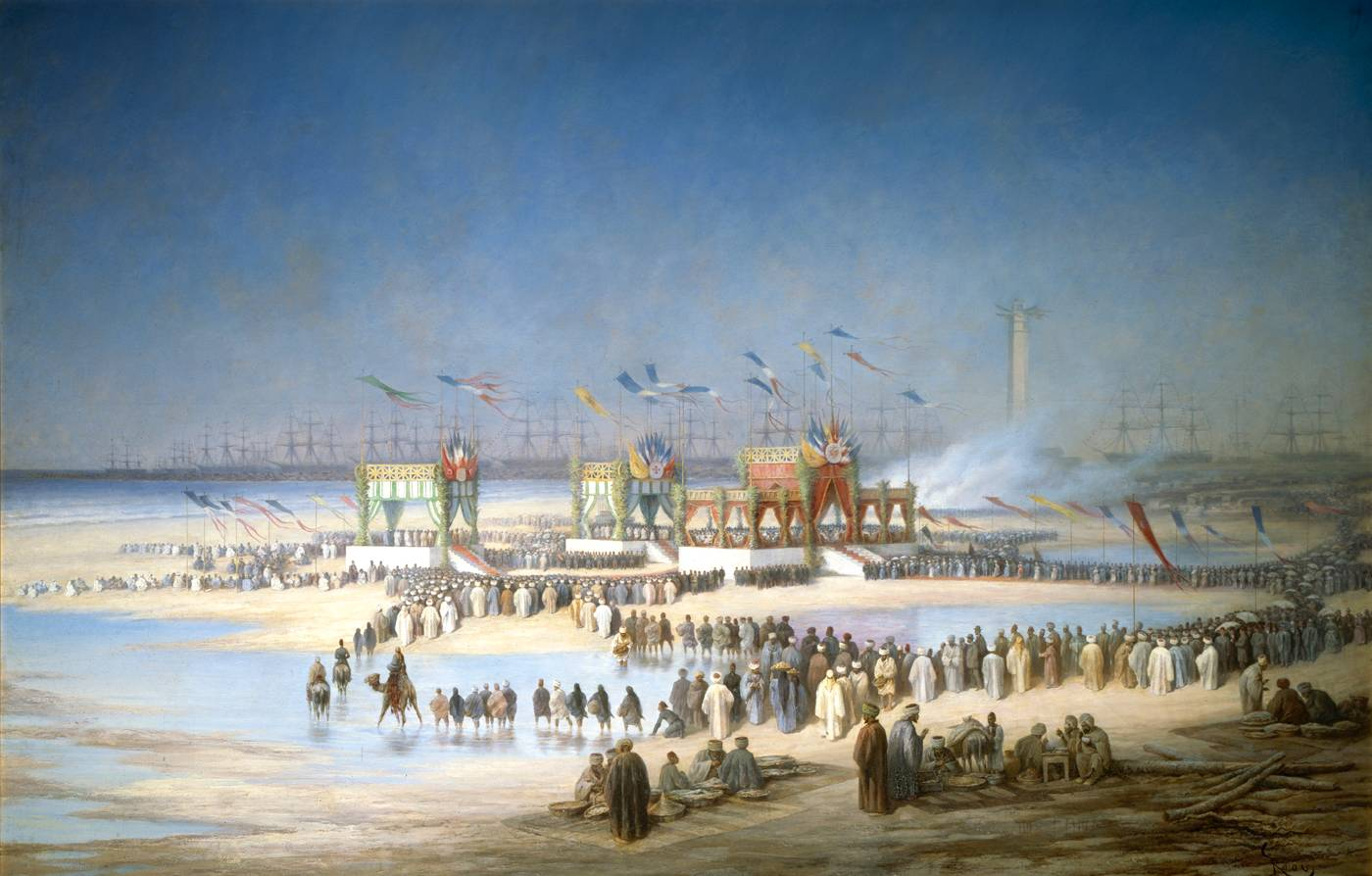
L'Inauguration du canal de Suez, aquarelle de  L'Album de l'Impératrice. Voyage pittoresque à travers l’isthme de Suez, 1869, Paris, Association du Souvenir de Ferdinand de Lesseps et du Canal de Suez.
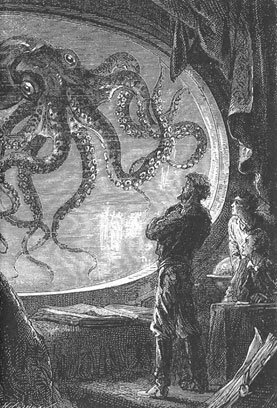
Illustration pour Vingt Mille Lieues sous les mers de Jules Verne (1871).
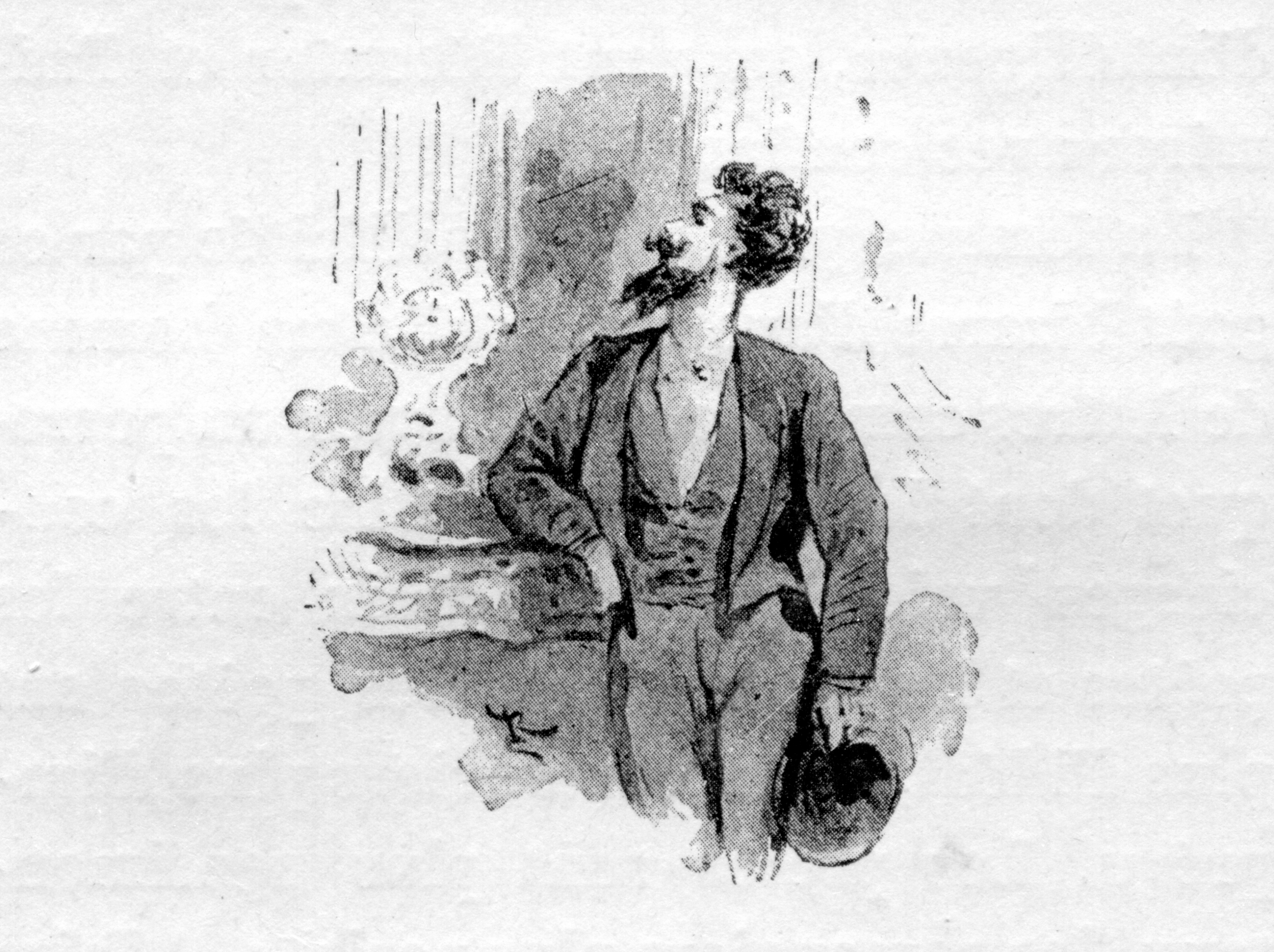
Illustration pour Sur l'eau de Guy de Maupassant (1888).
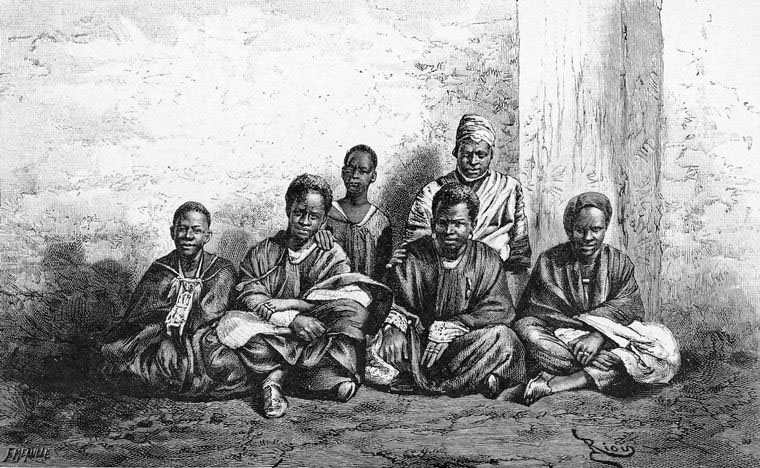
Illustration pour Le Sénégal : la France dans l'Afrique occidentale de Louis Faidherbe (1889).